# Naklonost
Naklonost ili naklonjenost (eng. affection) je osjećaj ili vrsta ljubavi, vezana uz prijateljstvo i dobronamjernost. U kontrastu sa strašću, naklonost je slobodna od izrazito senzualnih elemenata.
Riječ se odnosi na emocionalna stanja, u odnosu na živo biće najčešće čovjeka ili životinju. Naklonost se pojavljuje u spisima francuskoga filozofa Renea Descartesa, nizozemskoga filozofa Barucha Spinoze i u većini spisa ranih britanskih etičara. Naklonost nema elemente anksioznosti ili uzbuđenja i relativno je inertna i kompatibilna s odsustvom osjetilnog elementa, po čemu se razlikuje od strasti. 
Ljudi koriste razne načine ponašanja, kako bi izrazili ljubav. Neke teorije sugeriraju da naklonost i nježno ponašanje potječu od roditeljskog ponašanja i brige prema djeci. Nadalje, nježno ponašanje u ljudskim odnosima može biti povezano s brojnim zdravstvenim prednostima, nužno je za normalan razvoj djece. 
George Homans (1950.) je utvrdio da naklonost povećava sklonost ljudi za interakcijom i da povećava pozitivne emocije među ljudima.